# Centre de recherche forestière de Catalogne
 (juillet 2016).
Si vous disposez d'ouvrages ou d'articles de référence ou si vous connaissez des sites web de qualité traitant du thème abordé ici, merci de compléter l'article en donnant les références utiles à sa vérifiabilité et en les liant à la section « Notes et références ».
 (juillet 2016).
Le Centre des Sciences et des Technologies Forestières de Catalogne (CTFC) dont le siège est à Solsona (Lérida), est né en 1996 sous la forme d’un consortium public constitué par le Conseil Comarcal du Solsonès, l’Université de Lérida, la Députation de Lérida (conseil provincial/départemental), la Fondation Catalane pour la Recherche et l’Innovation, et le Gouvernement de la Catalogne. Il est un Etablissement Public de Recherche, inscrit auprès du Ministère de l'Agriculture du Gouvernement de la Catalogne, avec une co-tutelle du Ministère de la Recherche et du Ministère de l'Environnement.

## Description
Sa dynamique est caractérisée par une croissance telle que le CTFC à aujourd’hui près de quatre-vingt-dix professionnels parmi lesquels des chercheurs, techniciens, stagiaires et personnels d’administration, et reçoit le support d’administrations, d’institutions et d’entreprises avec lesquelles il collabore quotidiennement. L’activité du CTFC va au-delà de la recherche compétitive, et le transfert de technologie et de connaissances ainsi que la formation représentent en effet une part importante de ses activités, et lui permettent de valoriser ses résultats. Le transfert technologique sous forme d’accords avec le privé et les administrations est complémenté par l’organisation de séminaires destinés au grand public et aux agents du secteur (gestionnaires, propriétaires, techniciens, administration, chercheurs, etc.), à l’échelle nationale et internationale, contribuant ainsi au transfert des connaissances et à la génération de débats. Dans le domaine de la formation, l’activité du CTFC inclut depuis la formation de base pour les travailleurs jusqu’à la formation continue et la formation spécialisée sous forme d’études supérieures et de masters.
Le CTFC est membre du réseau CERCA de Centres de Recherche d'Excellence du Gouvernement de la Catalogne, au centre de son écosystème régional de recherche et innovation. Il est contrôlé par un Comité Scientifique Externe, chargé de l'évaluer tous les quatre ans (2012, 2016), et dont les recommandations sont obligatoires, ainsi que par le Parlement de la Catalogne. 
Le CTFC joue un rôle significatif au niveau régional, en tant que l'un des deux centres de recherche appliquée du Gouvernement Catalan dans le domaine agraire et rural (l'autre étant l'IRTA, Institut de Recherche Agronomique). Néanmoins, le gouvernement ne participe au budget annuel du CTFC qu'à la hauteur de 20 %, ce qui a poussé le CTFC à développer des activités qui vont bien au-delà des seuls besoins régionaux. Environ 50 % de ses activités se font au niveau international hors Espagne (60-70 % en Europe et le reste dans le monde). C'est le plus important des trois autres centres régionaux de développement forestier d'Espagne (Estrémadure-Liège, Galice-Papier, Castille et Léon). Le CTFC est également actif au niveau national, comme organisme technique de référence de la Plateforme Technologique Forestière Espagnole, et dans les comités techniques forestiers et ruraux du Ministère de l'Agriculture (agroforesterie, maladies, construction-bois, truffes, feux de forêt, produits non-ligneux). Et au niveau international, il est particulièrement actif en méditerranée où il fait partie du réseau FAO-Silva méditerranéen, en Afrique de l'Ouest et en Amérique Latine. 

## Mission
Contribuer à la modernisation et à la compétitivité du secteur forestier, au développement rural et à la gestion durable de l’environnement, par le biais de la recherche, de la formation et du transfert de technologie et de connaissances à la société, avec l’ambition de devenir un centre de référence sur la scène nationale et internationale, grâce à son prestige et à l’excellence de ses activités en relation avec le monde de la forêt et du développement rural.

## Programmes de recherche
La recherche au CTFC est structurée autour de six programmes :
- Sylviculture et gestion forestière
- Production forestière: bois et bioénergie
- Fonctionnement des écosystèmes et biodiversité
- Socio-économie et politique forestière
- Incendies forestiers et autres perturbations
- Produits forestiers non ligneux.